# 鳩山春子
鳩山 春子（はとやま はるこ、文久元年3月23日（1861年5月2日） - 1938年（昭和13年）7月12日）は、日本の教育者。共立女子大学創立者の一人。旧姓多賀。
津田梅子（津田塾大学創立者）、安井てつ（東京女子大学創立者）、成瀬仁蔵（日本女子大学創立者）、横井玉子（女子美術大学創立者）、戸板関子（戸板学園創立者）などと並ぶ日本の女子高等教育の基盤づくりに活躍した「明治クリスチャン教育家」のうちの一人である。
夫の鳩山和夫を賢妻として助け、のちに連なる鳩山一族の礎ともいうべき存在であり、息子の鳩山一郎のために立憲政友会の別の候補者を辞退させ当選させたことが統帥権干犯問題や鈴木喜三郎に繋がり軍部の専横の増大を間接的に生んだ。戦後、多くの子孫が政治、経済、学問の道で活躍した。

## 来歴
1861年（文久元年）3月23日に信濃国松本藩士（戸田松平家家臣）渡辺幸右衛門（多賀努）と賢子の五女として長野県松本市に生まれる。明治になって一家は多賀と改姓する。
1874年4月、竹橋女学校に入学する。1877年3月、竹橋女学校の廃止につき、新設の東京女子師範学校別科英学科に入学する。1878年7月、東京女子師範学校別科英学科を卒業、同年9月東京女子師範学校師範科本科に入学する。
1879年5月13日、アメリカのフィラデルフィア府女子師範学校入学の許可がおりるが、8月に政府の都合により留学が中止する。同年9月に文部省の依頼によりお茶の水東京女子師範学校師範科に復旧し、一級昇進する。1881年7月30日にお茶の水東京女子師範学校を卒業する。同年8月9日に母校のお茶の水東京女子師範学校に就職する。同年11月に鳩山家に嫁ぐため辞職する。
1881年11月16日、鳩山和夫と結婚する。1883年1月1日、長男の鳩山一郎を出産する。1884年2月4日に次男の鳩山秀夫を出産する。同年6月2日に東京女子師範学校御用掛拝命。1886年2月20日に新設の文部省直轄東京高等女学校より御用掛拝命。
1886年3月に宮川保全と共に共立女子職業学校（共立女子学園）の創立に参加。本務の傍ら、教授職も務める。
1895年11月に高等女学校の設備がない地方のために大日本女画学会で通信教育を開始する。その後高等女学校が普及するまで十数年継続する。
1899年1月に共立女子職業学校の財団法人化にともない、商議員となる。1912年4月に共立女子職業学校に家庭科を新設する。1913年に東京女子高等師範学校講師となり、職員を兼任する。1914年に共立女子職業学校の理事となり、1916年3月31日に共立女子職業学校の副校長となる。
1922年10月30日に学制頒布50年記念式で東京市教育会長から表彰を受ける。同年12月8日に共立女子職業学校第6代校長となる。
1923年9月1日に共立女子職業学校の校舎・寄宿舎が関東大震災により焼失し復興に全力を尽くす。
1924年2月11日に勲六等瑞宝章を受章する。
1925年4月に共立女子職業学校に専門学校を併置、初代校長となる。
1926年6月、廃娼運動推進の国民委員会が発足。委員に指名されるも、片手間仕事ではできないとして辞退。
1927年4月に共立女子職業学校にて「女子技芸講習録」を編輯し、1年間の通信教育を始める。
1927年5月27日にローマ教皇ピウス11世より1925年聖年祭記念布教博覧会功労賞を受賞する。
1927年12月に日本婦人海外協会顧問を嘱託。1928年2月1日に大礼記念国産振興東京博覧会評議委員を嘱託。同年5月に東京府下中学校博物教育会の賛助員として推挙される。同年6月1日に御慶記念婦人子供博覧会顧問を嘱託。
1928年6月16日に帝都教育会長から表彰状と功牌を受ける。同年10月1日、共立女子職業学校長に続いて共立女子専門学校長を兼任する。同年11月10日、勲五等瑞宝章を受章する。
1938年7月12日に78歳で亡くなる。同日に叙勲四等瑞宝章を受章する。

## 家族 親族
- 夫：鳩山和夫（衆議院議長）
  - 長男：鳩山一郎（第52・53・54代内閣総理大臣）
  - 嫁：鳩山薫（共立女子大学学長）
    - 孫： 鳩山威一郎（外務大臣）

  - 次男：鳩山秀夫（東京大学法学部教授）
  - 曾孫：鳩山由紀夫（民主党代表、第93代内閣総理大臣）、鳩山邦夫（元総務大臣）

## エピソード
- 薄田泣菫は著書『茶話』のなかで、春子が息子の鳩山一郎を担ぎ出して精力的に支援し、政友会の別の候補者を辞退させた際に、大隈重信の妻・綾子が癇癪を起した話を面白おかしく書き、「侯爵夫人（綾子）はもとから春子夫人のお喋舌とお凸額とが気に入らなかつた」と記している。

## 著作
- 『英和対話書』鳩山和夫閲、中央堂、1887年9月。全国書誌番号:40084492。
- 『婦人の修養』大日本女学会、1907年12月。全国書誌番号:40003485。
  - 『婦人の修養』（3版）精美堂、1912年2月。全国書誌番号:40003486。
- 『我が子の教育』婦女界社、1919年11月。全国書誌番号:43009356。
  - 『我が子の教育』日本図書センター、2016年5月。ISBN 9784284308205。全国書誌番号:22760080。
- 『婦人生活の改善』先進堂、1920年3月。全国書誌番号:43029414。
  - 『婦人生活の改善』大空社〈叢書女性論 17〉、1996年1月。ISBN 9784756800268。全国書誌番号:97022962。
- 『婦人の修養』博文館、1921年5月。全国書誌番号:43006475。
- 『我が自叙伝』鳩山春子、1929年10月。
  - 『我が自叙伝』（新版）鳩山一郎、1953年7月。全国書誌番号:22155774。
  - 『自叙伝 伝記・鳩山春子』大空社〈伝記叢書 78〉、1990年4月。ISBN 9784872363777。全国書誌番号:91010598。
  - 『鳩山春子 我が自叙伝』日本図書センター〈人間の記録 3〉、1997年2月。ISBN 9784820542421。全国書誌番号:98000231。

### 編集
- 『鳩山の一生』鳩山春子、1929年10月。全国書誌番号:73015503。
  - 『鳩山の一生 伝記・鳩山和夫』大空社、1997年9月。ISBN 9784756804761。全国書誌番号:98085201。

### 翻訳
- 『模範家庭（西洋家事読本）』大日本図書、1913年4月。全国書誌番号:43007816。
  - 『修訂増補 模範家庭（西洋家事読本）』（訂正3版）大日本図書、1914年3月。全国書誌番号:43007817。
  - 『修訂増補 模範家庭（西洋家事読本）』（複製版）クレス出版、1990年4月。ISBN 9784906330218。全国書誌番号:90034225。

### 共著
- 鳩山春子、鳩山薫子『家政』実業之日本社〈嫁入文庫 第11編〉、1917年11月。
  - 鳩山春子、鳩山薫子『家政』（改訂版）第一書房、1982年6月。全国書誌番号:82047138。